# Türkiye Kupası 1984/85
Die Türkiye Kupası 1984/85 war die 23. Auflage des türkischen Fußball-Pokalwettbewerbes. Der Wettbewerb begann am 28. August 1984 mit der 1. Hauptrunde und endete am 17. April 1985 mit dem Rückspiel des Finals. Im Endspiel trafen Galatasaray Istanbul und Trabzonspor aufeinander. Trabzonspor nahm zum sechsten Mal am Finale teil und Galatasaray zum zehnten Mal. 
Galatasaray gewann den Pokal zum achten Mal. Sie besiegten Trabzonspor im Hinspiel 2:1 und spielten im Rückspiel Remis. 

## 1. Hauptrunde
Hinspiele: 29. August 1984
Rückspiele: 12. bis 13. September 1984
|                     | Gesamt          |                   | Hinspiel | Rückspiel |
| ------------------- | --------------- | ----------------- | -------- | --------- |
| Altınordu Izmir     | 6:0             | Yeni Salihlispor  | 3:0      | 3:0       |
| Fatih Karagümrük SK | 2:0             | Bandırmaspor      | 1:0      | 1:0       |
| Adana Demirspor     | 3:1             | Kayserispor       | 3:0      | 0:1       |
| Afyonspor           | 3:1             | Kütahyaspor       | 3:1      | 0:0       |
| Sebatspor           | 2:0             | Rizespor          | 2:0      | 0:0       |
| Balıkesirspor       | 3:4             | Muğlaspor         | 2:1      | 1:3       |
| Diyarbakırspor      | 5:0             | Elazığspor        | 2:0      | 3:0       |
| Edirnespor          | 2:3             | Tekirdağspor      | 2:1      | 0:2       |
| Erzurumspor         | 1:2             | Samsunspor        | 1:0      | 0:2       |
| Göztepe Izmir       | 1:0             | Burdurspor        | 0:0      | 1:0       |
| İskenderunspor      | 0:1             | Gaziantepspor     | 0:0      | 0:1       |
| Karabükspor         | 3:4             | Şekerspor         | 2:3      | 1:1       |
| Karşıyaka SK        | 6:2             | Izmirspor         | 3:0      | 3:2       |
| Lüleburgazspor      | 2:4             | Galata SK         | 0:1      | 2:3       |
| Mardinspor          | 3:1             | Vanspor           | 2:0      | 1:1       |
| Sivasspor           | 0:1             | Giresunspor       | 0:0      | 0:1       |
| Mersin İdman Yurdu  | (a)1:1(a)       | Kahramanmaraşspor | 1:1      | 0:0       |
| MKE Kırıkkalespor   | 1:1 (2:4 i. E.) | Düzcespor         | 1:0      | 0:1       |
| Petrol Ofisi SK     | 1:2             | PTT               | 0:2      | 1:0       |
| Süleymaniye Sirkeci | 3:0             | Babaeskispor      | 2:0      | 1:0       |
| Şanlıurfaspor       | 1:2             | Adanaspor         | 1:0      | 0:2       |
| Konyaspor           | 6:2             | Sitespor          | 4:1      | 2:1       |
| Üsküdar Anadolu     | (a)3:3(a)       | Kırklarelispor    | 3:2      | 0:1       |
| Vefa Istanbul       | 1:1 (5:4 i. E.) | Alibeyköyspor     | 1:0      | 0:1       |

## 2. Hauptrunde
Hinspiele: 17. und 18. Oktober 1984
Rückspiele: 24. Oktober 1984
|                 | Gesamt |                     | Hinspiel | Rückspiel |
| --------------- | ------ | ------------------- | -------- | --------- |
| Galata SK       | 3:0    | Kırklarelispor      | 1:0      | 2:0       |
| Gaziantepspor   | 2:3    | Diyarbakırspor      | 2:1      | 0:2       |
| Adana Demirspor | 2:3    | Kahramanmaraşspor   | 0:0      | 2:3       |
| Afyonspor       | 4:8    | Karşıyaka SK        | 2:2      | 2:6       |
| Sebatspor       | 4:9    | PTT                 | 4:2      | 0:7       |
| Göztepe Izmir   | 3:1    | Konyaspor           | 2:0      | 1:1       |
| Muğlaspor       | 0:7    | Altınordu Izmir     | 0:1      | 0:6       |
| Samsunspor      | 3:0    | Giresunspor         | 3:0      | 0:0       |
| Tekirdağspor    | 2:1    | Fatih Karagümrük SK | 1:1      | 1:0       |
| Şekerspor       | 1:0    | Düzcespor           | 0:0      | 1:0       |
| Vefa Istanbul   | 2:4    | Süleymaniye Sirkeci | 1:2      | 1:2       |
| Adanaspor       | 5:3    | Mardinspor          | 4:1      | 1:2       |

## 3. Hauptrunde
Hinspiele: 20. und 21. November 1984
Rückspiele: 5. Dezember 1984
|                     | Gesamt    |                       | Hinspiel | Rückspiel |
| ------------------- | --------- | --------------------- | -------- | --------- |
| Altay Izmir         | 2:3       | Galatasaray Istanbul  | 1:1      | 1:2       |
| Şekerspor           | 2:4       | Tarsus İdman Yurdu    | 0:1      | 2:3       |
| Altınordu Izmir     | 3:1       | Diyarbakırspor        | 3:1      | 0:0       |
| Adanaspor           | 4:6       | Beşiktaş Istanbul     | 2:5      | 2:1       |
| Antalyaspor         | 2:3       | Göztepe Izmir         | 1:1      | 1:2       |
| Boluspor            | (a)2:2(a) | Kocaelispor           | 1:2      | 1:0       |
| Denizlispor         | (a)4:4(a) | Malatyaspor           | 3:0      | 1:4       |
| Karşıyaka SK        | 1:0       | Bursaspor             | 0:0      | 1:0       |
| MKE Ankaragücü      | (a)1:1(a) | Kahramanmaraşspor     | 1:1      | 0:0       |
| Orduspor            | 0:2       | Sarıyer GK            | 0:1      | 0:1       |
| Sakaryaspor         | 5:4       | PTT                   | 2:2      | 3:2 n. V. |
| Zonguldakspor       | 1:2       | Gençlerbirliği Ankara | 1:1      | 0:1       |
| Kırklarelispor      | 2:8       | Fenerbahçe Istanbul   | 2:4      | 0:4       |
| Süleymaniye Sirkeci | 4:2       | Eskişehirspor         | 4:1      | 0:1       |
| Tekirdağspor        | 0:3       | Samsunspor            | 0:1      | 0:2       |

## 4. Hauptrunde
Hinspiele: 11., 12. und 19. Dezember 1984
Rückspiele: 26. Dezember 1984
|                     | Gesamt |                       | Hinspiel | Rückspiel |
| ------------------- | ------ | --------------------- | -------- | --------- |
| Tarsus İdman Yurdu  | 3:3    | Sakaryaspor           | 1:1      | 2:2       |
| Süleymaniye Sirkeci | 4:5    | Gençlerbirliği Ankara | 1:3      | 3:2       |
| Karşıyaka SK        | 3:1    | Kocaelispor           | 1:0      | 2:1       |
| Beşiktaş Istanbul   | 5:2    | Altınordu Izmir       | 4:0      | 1:2       |
| Denizlispor         | 1:0    | Samsunspor            | 0:0      | 1:0       |
| Fenerbahçe Istanbul | 6:0    | Kahramanmaraşspor     | 4:0      | 2:0       |
| Göztepe Izmir       | 0:1    | Trabzonspor           | 0:0      | 0:1 n. V. |
| Sarıyer GK          | 0:5    | Galatasaray Istanbul  | 0:3      | 0:2       |

## Viertelfinale
Hinspiele: 6. Februar 1985
Rückspiele: 13., 27. und 28. Februar 1985
|                     | Gesamt |                       | Hinspiel | Rückspiel |
| ------------------- | ------ | --------------------- | -------- | --------- |
| Denizlispor         | 3:2    | Gençlerbirliği Ankara | 2:0      | 1:2       |
| Fenerbahçe Istanbul | 1:3    | Galatasaray Istanbul  | 1:2      | 0:1       |
| Karşıyaka SK        | 1:3    | Beşiktaş Istanbul     | 0:2      | 1:1       |
| Trabzonspor         | 8:2    | Tarsus İdman Yurdu    | 4:2      | 4:0       |

## Halbfinale
Hinspiele: 13. März 1985
Rückspiele: 20. März 1985
|                      | Gesamt |                   | Hinspiel | Rückspiel |
| -------------------- | ------ | ----------------- | -------- | --------- |
| Galatasaray Istanbul | 1:0    | Beşiktaş Istanbul | 0:0      | 1:0       |
| Trabzonspor          | 4:2    | Denizlispor       | 2:0      | 2:2       |

## Finale

### Hinspiel
| Paarung              | Trabzonspor – Galatasaray Istanbul |
| Ergebnis             | 1:2 (0:1) |
| Datum                | 10. April 1985 um 14.00 Uhr |
| Stadion              | Hüseyin-Avni-Aker-Stadion, Trabzon |
| Schiedsrichter       | İhsan Türe |
| Tore                 | 0:1 İsmail Demiriz (44.) 0:2 Fatih Terim (61.) 1:2 Bahaddin Güneş (76.) |
| Trabzonspor          | İhsan Derelioğlu – Bahaddin Güneş, Şenol Ustaömer, Kemal Serdar, Necati Özçağlayan – Turgay Semercioğlu, Tuncay Soyak, Güngör Şahinkaya – Hasan Vezir, Hasan Şengün, İskender Günen Cheftrainer: İlyas Akçay                                             |
| Galatasaray Istanbul | Zoran Simović – Ahmet Ceyhan, İsmail Demiriz (87. Sefer Karaer), Raşit Çetiner, Yusuf Altıntaş – Cüneyt Tanman, Fatih Terim, Adnan Esen – Rüdiger Abramczik, Erdal Keser (89. Hakan Çarkacı), Bülent Alkılıç Cheftrainer: Jupp Derwall ( BR Deutschland) |
| Gelbe Karten         | Hasan Şengün, Necati Özçağlayan – Cüneyt Tanman, Ahmet Ceyhan |

### Rückspiel
| Paarung              | Galatasaray Istanbul – Trabzonspor |
| Ergebnis             | 0:0 |
| Datum                | 17. April 1985 um 14:00 Uhr |
| Stadion              | Inönü-Stadion, Istanbul |
| Schiedsrichter       | Talat Tokat |
| Tore                 | keine |
| Galatasaray Istanbul | Zoran Simović – Yusuf Altıntaş, Ahmet Ceyhan, Fatih Terim, Cüneyt Tanman – İsmail Demiriz, Raşit Çetiner, Adnan Esen, Erdal Keser – Bülent Alkılıç, Rüdiger Abramczik Cheftrainer: Jupp Derwall ( BR Deutschland)                           |
| Trabzonspor          | Şenol Güneş – Necati Özçağlayan (80. Lemi Çelik), Kemal Serdar, Şenol Ustaömer, Bahaddin Güneş – Turgay Semercioğlu, Güngör Şahinkaya, Tuncay Soyak (69. Selami Güven), İskender Günen – Hasan Vezir, Hasan Şengün Cheftrainer: İlyas Akçay |
| Gelbe Karten         | keine – Hasan Şengün, Şenol Ustaömer |

## Beste Torschützen
| Rang | Spieler           | Verein               | Tore |
| ---- | ----------------- | -------------------- | ---- |
| 1    | Hasan Şengün      | Trabzonspor          | 5    |
| 1    | Rıza Tuyuran      | Tarsus İdman Yurdu   | 5    |
| 3    | Kerim Balota      | Denizlispor          | 3    |
| 3    | Hüseyin Çakıroğlu | Fenerbahçe Istanbul  | 3    |
| 3    | Burak Dilmen      | Galatasaray Istanbul | 3    |
| 3    | Necdet Ergün      | Beşiktaş Istanbul    | 3    |
| 3    | Soner Helvaci     | Süleymaniye Sirkeci  | 3    |
| 3    | Fatih Terim       | Galatasaray Istanbul | 3    |
| 3    | İbrahim Tok       | Sakaryaspor          | 3    |
| 3    | Hasan Vezir       | Trabzonspor          | 3    |